# Financiarisation
 (janvier 2011).
Si vous disposez d'ouvrages ou d'articles de référence ou si vous connaissez des sites web de qualité traitant du thème abordé ici, merci de compléter l'article en donnant les références utiles à sa vérifiabilité et en les liant à la section « Notes et références ».
La financiarisation est un processus par lequel les acteurs, les marchés, les pratiques, les instruments de mesure et les récits financiers, à différentes échelles, occupent une place croissante et entraînent une transformation structurelle des économies, des entreprises (y compris des institutions financières), des États et des ménages.

## Concept

### Recours accru à des modalités de financement financières
La financiarisation peut s'entendre comme le recours accru à des modalités de financement qui exigent de passer par la finance de marché, c'est-à-dire par les marchés financiers, plutôt que par le système bancaire traditionnel. De manière plus générale, la financiarisation de l'économie renvoie à la croissance de la part des activités financières (services de banque, d'assurance et de placements, etc.) dans le PIB d'un pays.

### Augmentation de la place de la finance dans l'économie
La financiarisation se traduit par une multiplication des types d'actifs financiers, par le développement d'innovations financières et par le développement de la pratique des opérations financières par les entreprises et autres institutions, ainsi que par les particuliers. La financiarisation repose sur l'essor du capital financier, qui déborde la notion plus étroite de capital productif, exclusivement centrée sur les investissements en équipements de production.

### Insertion de la logique financière dans les univers sociaux
Cette mutation économique transforme les modalités de financement des agents économiques en favorisant le recours aux marchés financiers. Par conséquent, une définition plus large de la financiarisation est, selon Olivier Godechot, celle d'une « façon dont [la logique des marchés financiers] irrigue des univers sociaux en dehors de leur sphère originale ». Manuel Aalbers, dans un article dédié au concept de financiarisation et à son histoire, fait référence aux logiques et aux récits financiers et à la manière dont ils influencent les représentations et les pratiques, notamment au sein des entreprises, des ménages et des appareils d'Etat.

## Histoire

### Origine intellectuelle
Le rôle des marchés financiers dans le financement de l'économie dispose d'une origine intellectuelle. A des fins de simplification, elle est mise en avant par l'école néoclassique dans ses modèles. Ainsi, Vilfredo Pareto et Léon Walras, notamment, ne manquent pas de s'intéresser à la logique économique des marchés financiers. Pour autant, le modèle de marché idéal qu'ils proposent est fondé sur le jeu et le bienfait des mécanismes de la concurrence pure et parfaite. Cinq conditions sont nécessaires pour son bon fonctionnement : atomicité des agents, homogénéité des produits ou actifs traités, libre entrée et libre sortie, information parfaite, mobilité des facteurs, on parle aussi de la fluidité et de la liquidité.
Or les marchés financiers plus flexibles, plus mobiles, plus rapides semblent précisément se prêter plus facilement que d'autres à l’accomplissement de ces conditions (même si parfois leur caractère apparemment très diffus et insaisissable ne permet pas toujours de vérifier qu'ils les respectent).
Dans ces conditions, tout au long XXe siècle, alors que les besoins de financement ne cessent de progresser, la théorie et la pratique financière s'affirment et se développent. Ses recommandations conduisent globalement à :
- relativiser en théorie les différences faites entre capitaux propres et capitaux d'emprunt (Merton Miller, Franco Modigliani, mais aussi Keynes) ;
- considérer que le facteur-clé de l'investissement financier est le ratio « rendement / risque financier », ou plutôt « rendement / volatilité » (Markowitz et Sharpe) ; d'où la floraison d'instruments de marché considérés ad hoc.
- privilégier la confiance en l'action de « marchés réputés efficients » avec en parallèle une exigence de dérégulation et de dérèglementation.

### Trente glorieuses
La financiarisation se développe, en Europe de l'Ouest, dans les années 1960. Le processus continue jusqu'aux années 1990. Plusieurs réformes financières visant à accroître le rôle des marchés financiers internationaux dans le financement de l'économie française ont lieu au cours des années 1960.
Le choc pétrolier et la stagflation des années 1970 incite les États-Unis à faciliter les échanges de capitaux. Dans une note d'août 1974, le département du Trésor des États-Unis remarque que « en ce qui concerne 1980 et les années qui suivront, les besoins en capitaux du monde seront énormes, par rapport au passé ».

## Causes

### Mises en retrait des banques
Aux États-Unis, la financiarisation est permise par la régulation bancaire du New Deal. Le Glass-Steagall Act, qui contraint les activités des banques pour les éviter à prendre des risques excessifs, conduit au développement précoce de la finance de marché, désintermédiée, qui se passe du financement des banques de détail.

### Système juridique et institutionnel
Les systèmes juridiques très protecteurs envers les actionnaires et leurs droits, et notamment le droit d'origine anglo-saxonne, semble favoriser l'émergence d'économies financiarisées.

### Système de retraite par capitalisation
La mise en place d'un système de retraite par capitalisation a pour conséquence de stimuler le développement des marchés financiers, sur lesquels se trouvent être investis les masses importantes de capitaux que représentent les cotisations de retraites des épargnants.

### Choc pétrolier
Le premier choc pétrolier multiplie le prix de la denrée rare la plus importante pour la croissance économique qu'était le pétrole. Ce choc provoque un transfert de richesse vers les pays exportateurs de pétrole, cartellisés au sein de l'OPEP. Environ 2% du PIB mondial se retrouve canalisé vers ces pays. La facture pétrolière réduit les capacités de financement des pays qui ne disposent pas de pétrole, exigeant de trouver rapidement de nouvelles sources de financement.

## Approche technique

### Montée en puissance et sophistication de l'ingénierie financière
Cela conduit au développement de divers outils financiers (marché à terme, contrat dérivés, titrisation). Ces outils servent non seulement à l'apport de capitaux, mais aussi à la répartition et au transfert des risques entre agents économiques. C'est l'entrée, notamment avec le développement des marchés de contrats dérivés, des principes de l'assurance dans la sphère du financement et du placement. Il y a aussi une désintermédiation au sens où les opérations se déroulent directement sur le marché et dépendent moins de la collecte et des prêts bancaires.

### L'effet du «levier financier» sur la reconsidération du montant des fonds propres
L'idée se propage volontiers chez les gestionnaires des entreprises et surtout de leurs actionnaires qu'une organisation doit « optimiser » le montant de capitaux propres qu'elle détient ou auxquels elle doit faire appel. Cette ressource étant rare et coûteuse, sa rentabilité doit être maximisée selon le mécanisme dit de l'effet de levier pour pouvoir intéresser les détenteurs actuels (pour qu'ils restent fidèles) et les éventuels apporteurs (pour qu'ils soient intéressés). Cette pratique conduit donc à privilégier le financement par la dette plutôt que par l'augmentation de capital.
Pour expliquer cette optimisation de la rentabilité des fonds propres, quitte à la simplifier outrancièrement, on peut dire que le même bénéfice (en réalité amputé des frais financiers dus à la dette supplémentaire), rapporté à moins de capitaux propres, double la rentabilité de ceux utilisés. C'est l'« effet de levier financier ». On peut le définir par la proportion dette / fonds propres.

### Les marchés financiers devenus organes-pivots du système financier
Les marchés financiers regroupent des instruments financiers fort divers. Il en va de même pour les lieux d’échanges de ces valeurs. Le plus actif est le marché des changes. Bien que moins important en volume, l'un des segments clés du marché, au niveau du financement de l'économie, concerne les bourses de valeurs qui traitent des actions et des titres de créance (ce dernier, centré sur les titres de trésorerie et les obligations, servant aussi de marché des taux d'intérêt). Le capital non coté prend désormais en partie le relais des marchés organisés directement accessibles au public que sont les bourses
Concernant les transactions sur les valeurs mobilières, on distingue le marché primaire et le marché secondaire : 
- le marché primaire concerne l'émission de nouvelles actions, ou d'obligations, par les entreprises désirant lever des fonds, à savoir se financer en mettant en vente des parts de propriétés (capitaux propres) ou de créance. Cela se fait  soit par un appel public à l’épargne, soit par un placement privé, donc, concernant les obligations, sans passer par des emprunts bancaires. Ce marché sert largement également aux émissions d'emprunts des États et d'autres collectivités publiques ;
- en aval de ce véritable marché du neuf se trouve le marché secondaire, parfois surnommé « marché d’occasions » où s’échangent les valeurs mobilières déjà émises par les entreprises ou collectivités. Ce marché ne leur apporte pas directement des fonds, mais permet la cotation et la liquidité des titres. Leur cours correspondent au prix d’équilibre entre les ordres de vente et d’achat.

## Conséquences

### Résilience aux crises
Pour ses défenseurs, l'intégration financière jouerait dans le sens d'une meilleure absorption des chocs économiques par le biais de la réallocation instantanée des capitaux. Dans une étude de 2011, le Fonds monétaire international montre que les économies financiarisées sont plus résilientes face aux crises économiques que les économies d'endettement. La sortie de crise est plus rapide et la croissance qui suit est plus forte. Cela est d'autant plus vrai que les banques ont été touchées par la crise.

### Taux de croissance plus élevé
Les économies financiarisées ont une croissance de long terme plus élevée que les économies bancarisées. Cela est dû à la fois au risque systémique qui croît avec la taille du secteur bancaire, ainsi qu'au comportement des banques qui conduit souvent à une mésallocation du crédit.

### Flexibilité généralisée
On assiste à un décloisonnement. Dans le système d’économie d’endettement, les secteurs de financement, par les activités bancaires n’étaient pas en concurrence, il existait des rigidités fortes entre les différents types de produits financiers. Au cours des dernières décennies, les pouvoirs publics dans divers pays ont supprimé nombre de barrières existant entre les différentes sources de financement, apportant aux investisseurs une liberté du choix géographique et sectoriel de leurs placements (globalisation financière).
Une telle facilité de navigation des flux est rendue possible par la déréglementation des transferts de fonds, afin de permettre la libre circulation des capitaux, notamment pour favoriser l’afflux de capitaux en provenance des places étrangères. Par exemple, la France supprime progressivement le contrôle des changes de 1986 à 1989 (effectif au 1er janvier 1990, et dématérialise peu à peu les transactions grâce à l’informatique.
De telles mesures ont considérablement augmenté les taux d’autofinancement, les échanges se sont accrus, et les banques se livrent à la concurrence, ce qui était les objectifs affichés. Toutefois les causes profondes de telles modifications restent indéterminées : ces bouleversements du rôle des marchés financiers semblant coïncider avec une période où les entreprises avaient le moins besoin de fonds propres d’investissement.

## Critiques

### Fragilité et limites des pratiques et procédés
L'usage intensif d'opérations à « effet de levier » et à « transfert de risques » a soulevé quelques critiques.
C'est d'abord le paradoxe de vouloir faire du « capitalisme sans capital » qui est pointé.
Un montant de capitaux propres insuffisant ou trop « ajusté » peut faire peser un risque excessif sur le projet ou sur l'entreprise financés de la sorte.
Par effet de chaîne ou de dominos, sur l'ensemble de l'économie, leur emploi important et simultané par toutes les entreprises d'une filière économique de premier plan créent un risque systémique majeur. En effet, en cas de mauvaises affaires, le rôle des capitaux propres comme « matelas de sécurité » de l'entreprise n'est plus assuré. Il ne reste alors d'autres solutions que la faillite, l'intervention publique ou, dans le meilleur des cas, la reprise par une autre entreprise ou d'autres investisseurs.
Par ailleurs le recours à des montages financiers de plus en plus sophistiqués et à la dissémination des risques via des instruments financiers complexes et composites (en application notamment des pratiques de titrisation) accroit l'opacité des transactions et font perdre aux systèmes d'informations leurs qualités intrinsèques (transparence, intégrité, exhaustivité…). La crise des subprimes a fourni l'illustration pratique d'un tel brouillage de l'information et de la difficulté à situer clairement la nature et le montant des risques pesant sur les portefeuilles et leurs détenteurs.

### Effets pervers attribués aux marchés financiers accomplis et autonomes
La facilitation des transferts financiers entre États, par exemple entre investisseurs dits du Nord et receveurs dits du Sud est cependant à double tranchant. Ces investissements directs à l'étranger (IDE) sont très fluctuants. Une économie solide ne peut pas reposer seulement sur des investissements étrangers, particulièrement dans des zones du globe soumises à des tensions internes ou externes (guerre civile…) ; les investisseurs pourraient être amenés à retirer brutalement leurs investissements (de peur de perdre leur argent) ce qui ferait s'effondrer brutalement l'économie locale, comme la crise en Argentine l'a montré.

### Bulle financière et théorie du concours de beauté chez Keynes
Un problème de la finance est celui de la bulle financière. L’investisseur sur le marché financier est conduit à la spéculation, qui au sens strict signifie procéder à des opérations à partir d’hypothèses sur l’évolution des cours.
Le postulat d’un marché rationnel pose les principes d'analyse fondamentale, où l’opérateur étudie soigneusement les rapports officiels des entreprises sur les dernières années, ses perspectives d’investissement, de développement, etc. afin de déterminer si son cours va augmenter. Mais cette conduite qui garde toujours quelque chose de subjectif a pour conséquence qu’il existe la possibilité que les prévisions des agents soient auto-réalisatrices : les individus vont acheter les titres dont ils pensent qu’ils vont monter, ce qui les fait monter.
Intervient alors le phénomène psychologique, c’est le postulat comportementaliste d’un marché financier irrationnel (finance comportementale). L’agent achète non plus en fonction de prévisions réfléchies permettant une stricte évaluation économique. C’est ce que Keynes compare avec les concours de beauté américain des années 1920 où pour gagner il fallait voter pour la photo de la participante qui allait recevoir le plus de votes : les participants ne portaient pas de jugement sur la photo en elle-même, mais raisonnaient pour trouver les critères du plus grand nombre. L’investisseur peut de même en arriver à se désintéresser des fondements réels de la valeur de l’entreprise, et anticipe la façon dont le marché valorisera l’instrument financier.
Les formes actuelles de développement des marchés financiers se prêtent tout particulièrement à la pratique d’une spéculation intuitive pouvant se révéler dangereuse.

### Questionnements sur le bien-fondé économique de la financiarisation
Le passage à une économie de marché financier conduit à une réflexion politique pour mettre en lumière la réelle utilité des marchés financiers pour l’activité économique.
Certains voient un décalage entre les contributions théoriques du marché financier et les utilisations réelles qui en sont faites, certaines pouvant être néfastes dans l'allocation des capitaux pour l’économie. Si les entreprises soumises aux impératifs de rentabilité boursière de leurs actions ne tiraient plus avantage du financement par fonds propre pour leur investissement, la question serait de déterminer les réels bénéficiaires de la financiarisation de l’économie.
Pour certains, la réponse se trouve dans une marge minoritaire de l’économie, les investisseurs institutionnels et autres riches opérateurs, qui dicteraient leurs exigences au marché. Par exemple, Joseph Stiglitz a mis en lumière les risques que faisait courir la spéculation déréglementée sur les marchés émergents. Keynes considérait de son côté l’auto-régulation des marchés comme un mythe qui ne s'obtiendrait que sur le long terme en utilisant la formule « à long terme, nous serons tous morts ».